# Cheater (singel Michaela Jacksona)
Cheater – promocyjny singiel Michaela Jacksona z box setu The Ultimate Collection. Pierwotnie utwór miał się znaleźć na albumie Bad z 1987 roku.

## Lista utworów

### CD Promo
1. Cheater (Radio Edit) – 3:58

### 12" Promo
1. Cheater (Demo) – 5:09
2. One More Chance (R. Kelly Remix) – 3:50